# Iwasaki Kazusa
Kazusa Iwasaki (sinh ngày 8 tháng 1 năm 1995) là một cầu thủ bóng đá người Nhật Bản.

## Sự nghiệp câu lạc bộ
Kazusa Iwasaki đã từng chơi cho Kagoshima United FC.